# Årstabanan

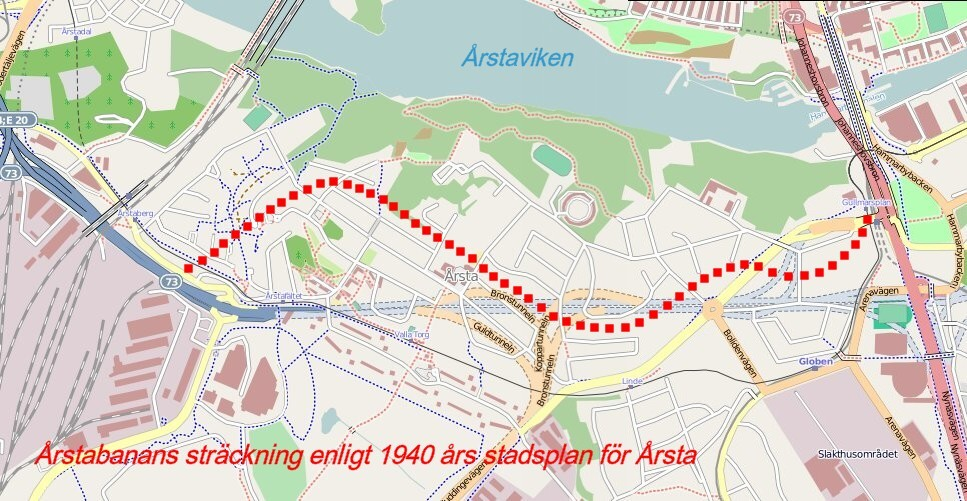
Årstabanans sträckning enligt 1939 och 1944 års stadsplaner för Årsta, inlagd på en karta från 2009.

Årstabanan var en planerad gren av Stockholms tunnelbana genom Årsta som fanns med i underlaget för det tunnelbanebeslut som togs den 16 juni 1941. Linjedragningen och avsatta trafikreservat redovisades på stadsplanerna från 1939 - 1944. År 1951 stod det klart att reservatet för Årstabanan inte längre var nödvändigt. 

## Historia

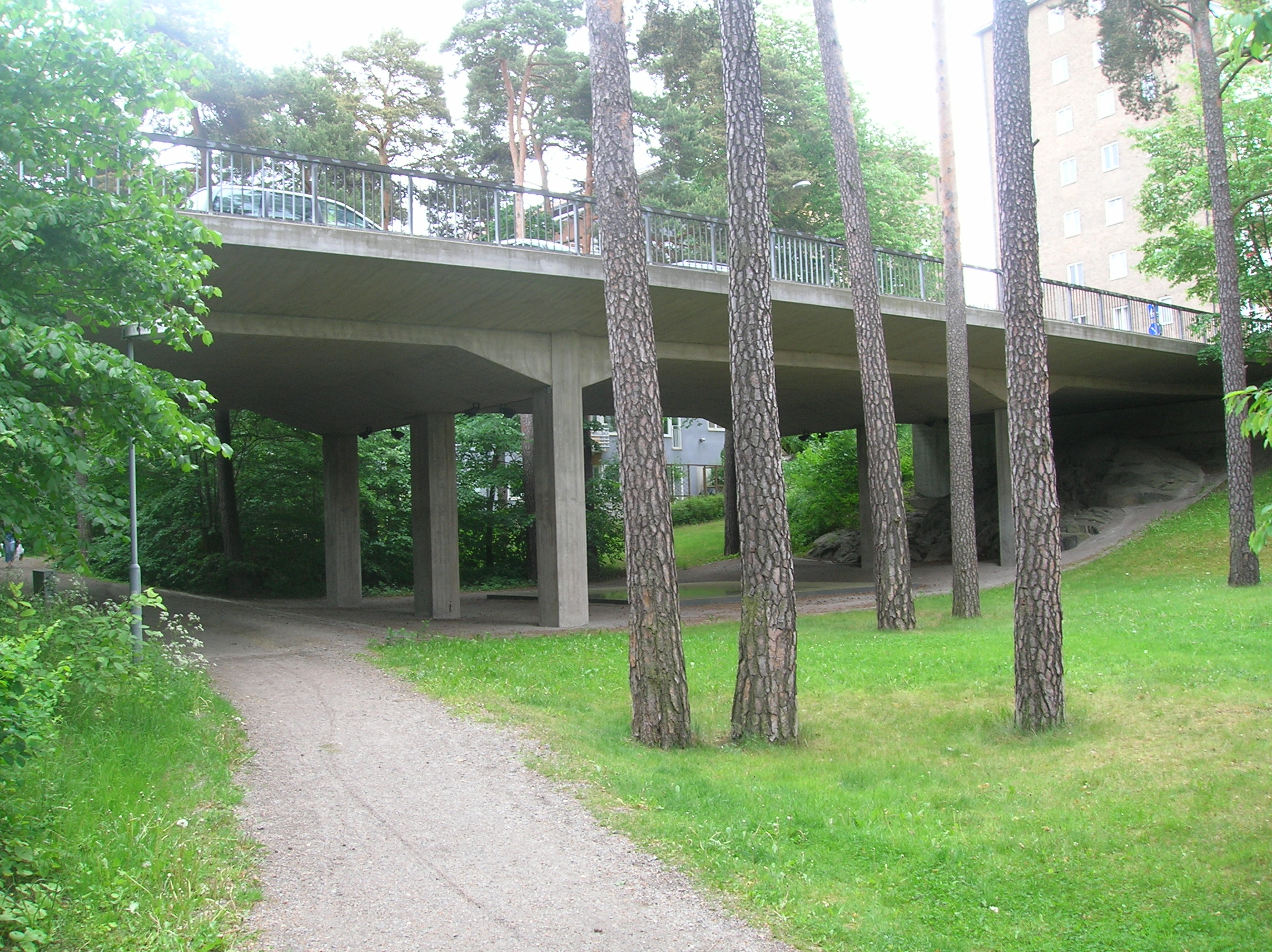
Etsarvägen passerar på viadukt det tidigare spårreservatet vid Grynkvarnsparken.

Innan tunnelbanan byggdes gjordes ett stort antal utredningar. 1930 års trafikkommitté hade föreslagit att fyra tunnelbanelinjer samt Saltsjöbanan skulle anslutas via Skanstull, och fullmäktige röstade för det den 30 mars 1930.
Redan i den första stadsplanen för Årsta som togs fram 1939 finns mark reserverad från Gullmarsplan till Tavelsjövägen.
Ett nytt förslag på omfattningen togs fram av borgarråden Yngve Larsson, Harry Sandberg och Halvar Sundberg och lämnades till kommunfullmäktige den 6 september 1940. Över Skanstull tänkte man sig tre linjer, dels linjer som ersättning för de befintliga spårvägslinjerna Örbybanan och Enskedebanan, men även en sydvästlig linje över Årsta mot Västberga. Årstabanan skulle få fem stationer.
År 1945 hade antalet grenlinjer ändrats till fem, varav en var Saltsjöbanan. Tunnelbanelinjer som nu planerades var banor mot Skarpnäck, Farsta (Enskedebanan), Älvsjö (via Örby) samt Årsta. 1945 utförde en ingenjör på dåvarande Stockholms Spårvägar (nu SL), Stig Samuelsson, en ny beräkning som ledde fram till slutsatsen att högst tre grenlinjer kunde gå hop i en stamlinje. Spårkapaciteten över Skanstullsbron och norrut var för liten för att på ett effektivt sätt kunna transportera den mängd passagerare som fyra linjer skulle klara av att transportera.
Chefen för stadsbyggnadsroteln, Yngve Larsson, gav i uppdrag till Göran Sidenblad och Gösta Lundborgh att se över planerna och få ner antalet tunnelbanelinjer till tre. De började jämföra Årstabanan och Skarpnäcksbanan. Vid den här tiden hade Årsta redan ett stort antal invånare, medan stadsdelar som Kärrtorp och Bagarmossen ännu inte var byggda. Men de kom fram till att en linje till Skarpnäck skulle få en bättre trafikekonomi. Därmed föll planerna för Årstabanan.

## Planerad sträckning
Enligt det markreservat som fanns skulle banan få följande sträckning :
Efter station Gullmarsplan skulle banan följa Örbybanans sträckning drygt hundra meter för att sedan vika av västerut vid gamla posthuset intill Gullmarsplan. Sedan skulle den gå över den äng där det nu finns en förskola och sedan passera under Etsarvägen. Den skulle sedan gå genom Grynkvarnsparken och gå på viadukt över Huddingevägen (nuvarande Johanneshovsvägen) vid Bolidenplan. Reservatet fortsatte sedan i skogsområdet mellan Bolmensvägen och Slätbaksvägen, korsade Vättersvägen och fortsatte i Borensstråket, korsade Hjälmarsvägen och fortsatte i nuvarande Bränningevägen. I höjd med Tavelsjövägen skulle banan svänga och fortsätta söderut mot en plats nära nuvarande Årstabergsvägen.
År 1951 stod det klart att trafikreservatet inte längre var nödvändigt. När den första detaljplanen för Tavelsjövägen togs fram samma år hade trafikreservatet i den delen av Årsta strukits. När Televerket 1958 uppförde en telestation på Vättersvägen ströks det intilliggande spårreservatet och gjordes om till parkmark.
| Den med gul färg inlagda sträckningen för Årstabanan på stadsplan Pl 2353 (vänster) och Pl 2868 (höger) för del av Årsta, 1939 respektive 1944. |  | Den med gul färg inlagda sträckningen för Årstabanan på stadsplan Pl 2353 (vänster) och Pl 2868 (höger) för del av Årsta, 1939 respektive 1944. |
| Den med gul färg inlagda sträckningen för Årstabanan på stadsplan Pl 2353 (vänster) och Pl 2868 (höger) för del av Årsta, 1939 respektive 1944. |  | |